# Jinkou
Jinkou (kinesiska: 金口, 金口镇) är en köping i Kina. Den ligger i provinsen Shandong, i den östra delen av landet, omkring 330 kilometer öster om provinshuvudstaden Jinan. Antalet invånare är 28430. Befolkningen består av 14 106 kvinnor och 14 324 män. Barn under 15 år utgör 15,0 %, vuxna 15-64 år 70 %, och äldre över 65 år 14,0 %.
Genomsnittlig årsnederbörd är 784 millimeter. Den regnigaste månaden är juli, med i genomsnitt 259 mm nederbörd, och den torraste är januari, med 12 mm nederbörd.